# El Messies
|  | Aquest article tracta sobre l'obra musical. Vegeu-ne altres significats a «Messies». |

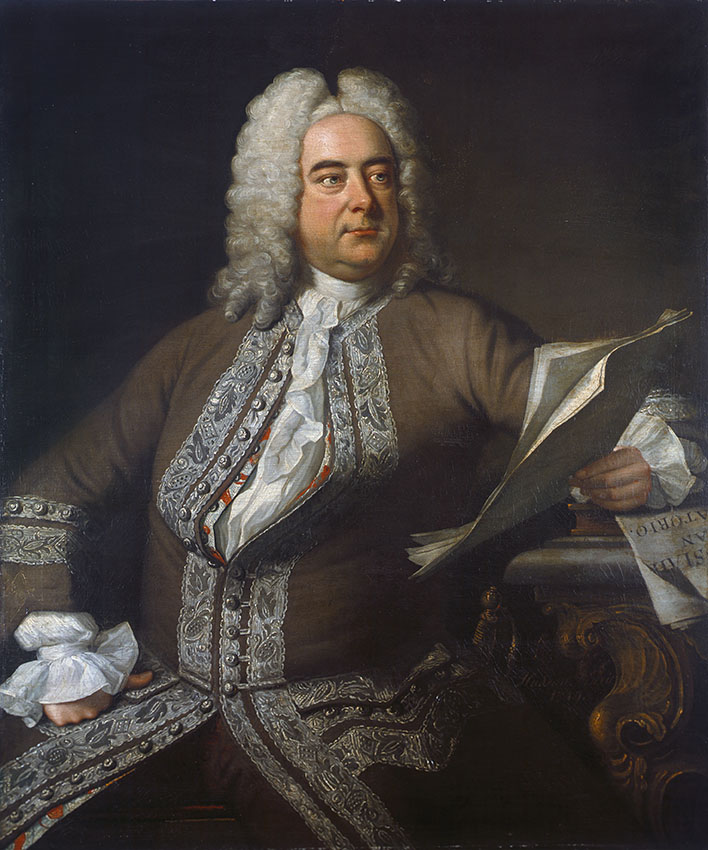
Retrat de Händel

El Messies (en anglès Messiah) és un oratori de Georg Friedrich Händel (HWV 56) i una de les seves obres més conegudes i populars, especialment el seu cor «Al·leluia» (Hallelujah).

## Tema i estructura
Händel compongué El Messies durant 24 dies l'estiu de 1741, entre el 22 d'agost i el 14 de setembre. El text és de Charles Jennens i està format per fragments bíblics extrets de la traducció de la Bíblia anomenada Bíblia del rei Jaume (King James Version), molt influent en la literatura anglesa. Jennens va concebre l'estructura del llibret com una òpera en tres actes, en cada un dels quals es relata i es reflexiona sobre un episodi de la vida de Jesucrist: el naixement, la passió i la resurrecció. Malgrat descriure episodis de la vida de Jesús, la majoria de fragments bíblics procedeixen de l'Antic Testament que fan referència a la futura vinguda del Messies.
La primera secció es basa en el Llibre d'Isaïes, que profetitza la vinguda del Messies. Hi ha algunes cites dels Evangelis, que són al final de la primera secció i al principi de la segona. Es refereixen a l'episodi de l'Anunciació de l'Àngel als pastors narrat a l'Evangeli de Sant Lluc, dues enigmàtiques cites de l'Evangeli de Sant Mateu i una de l'Evangeli de Sant Joan: 'Contempleu l'anyell de Déu'. La resta de la segona secció es compon de les profecies d'Isaïes i cites dels evangelistes. La tercera secció inclou una cita de Job: 'Jo sé que el meu redemptor viu', i la resta prové principalment de la Primera Carta als Corintis de Sant Pau. És interessant la interpolació de cors de l'Apocalipsi. El cor Al·leluia al final de la part II i els cors finals (Digne és l'anyell que fou crucificat i Amen), ambdós presos de l'Apocalipsi.
I – El Naixement
I. La profecia de la Salvació
II. La profecia de l'arribada del Messies
III. Anuncis al món en general
IV. Profecia del naixement virginal
V. L'Aparició de l'àngel als pastors
VI. Els Miracles de Crist
II – La Passió
I. El sacrifici, la flagel·lació i l'agonia a la creu
II. Mort, descens als inferns i Resurrecció
III. L'Ascensió
IV. Déu revela la seva identitat al Cel
V. El començament de la predicació de l'Evangeli
VI. El món i els seus dirigents rebutgen l'Evangeli
VII. El triomf de Déu
III – Les Seqüeles
I. La promesa de la redempció des de la caiguda d'Adam
II. El dia del Judici Final
III. La victòria sobre la Mort i el Pecat
IV. La glorificació de Crist
V. Amén

## Història
L'estrena es produí el 13 d'abril de 1742 a Dublín, amb el mateix Händel com a director des del clavicèmbal, però no fou fins als darrers anys de la vida del compositor que es convertí en una de les seves obres més populars, quan es començà a interpretar anualment i en concerts benèfics per a cases de caritat. La seva popularitat augmentà després de la mort de Händel, amb representacions periòdiques i amb d'altres especials, com les del centenari del compositor a l'abadia de Westminster el 1784.
Posteriorment, les representacions de l'època victoriana es caracteritzaren per una creixent pompositat i per l'ús cada vegada més exagerat de grans orquestres i cors formats per milers de persones. Aquestes representacions, normalment al Crystal Palace londinenc, es convertiren en una tradició que conservà la idea d'un Händel espectacular i pompós i, alhora, eclipsà la majoria de les seves altres composicions, pràcticament oblidades (potser amb l'excepció de la Música Aquàtica i la Música per a uns Reials Focs d'Artifici).
Les representacions gegantines obligaren a afegir instruments i a modificar passatges de l'obra per adaptar-los a les grans masses corals i orquestrals; cap a finals del segle xix els editors musicals i els directors havien modificat a tal extrem el caràcter original de la música haendeliana que Hector Berlioz considerà El Messies «una olla de porc rostit i cervesa». No fou fins a mitjan segle xx que es va començar a recuperar el caràcter original de El Messies i a esporgar-lo de tots els afegits i equívocs acumulats durant el segle xix.
El Messies era i és l'obra més popular de Händel. Se sol representar-lo durant l'època de Nadal (tot i que la idea original era representar-lo durant la Pasqua), sovint en concerts populars on els espectadors poden participar durant els cors.